# The Show Must Go On (Queen)
The Show Must Go On is een nummer van de Engelse rockgroep Queen. Het is het twaalfde (en laatste) nummer van het album Innuendo en is tevens terug te vinden op het verzamelalbum Greatest Hits II. Het kwam uit op 14 oktober 1991 en haalde de 6e plaats in de Nationale Hitparade en de 7e plaats in de Top 40.

## Achtergronden
Het nummer gaat over het belang van het publiek behouden, terwijl je eigenlijk de kracht ontbreekt om er iets voor te doen. Dit komt waarschijnlijk neer op de zanger van Queen, Freddie Mercury. Sinds eind jaren ’80 had hij een slechte gezondheid, door de gevolgen van aids. 
Mercury was ernstig ziek en kon amper lopen toen de band het nummer in 1990 opnam. Zo ernstig, dat Brian May zich zorgen maakte over of hij fysiek wel in staat zou zijn om het te zingen.
I said, 'Fred, I don't know if this is going to be possible to sing'. And he went, 'I'll fucking do it, darling' — vodka down — and went in and killed it, completely lacerated that vocal.— Brian May
Zes weken na het uitbrengen van The Show Must Go On, overleed hij. De single was daarmee de laatst uitgebrachte tijdens zijn leven.
Een groot deel van de tekst kan ook worden opgevat als dat het leven doorgaat, ook als Queen (of in ieder geval zanger Mercury) er niet meer is.
The Show Must Go On wordt gezien als een van de meest emotionele en krachtige nummers van Queen.

## Videoclip
Doordat Mercury al ernstig ziek was tijdens het opnemen van het nummer, is er geen nieuwe videoclip voor opgenomen. In plaats daarvan bestaat de clip uit een montage van veel Queen-videoclips uit de periode 1981-1991. Net als alle andere videoclips van het album Innuendo, werd ook deze geregisseerd door het Oostenrijkse regie duo DoRo, wat bestaat uit Rudi Dolezal en Hannes Rossacher, die al met Queen werkten sinds het nummer One Vision uit 1985.

## Versie met Elton John
In 1997 gaat het Ballet for Live in première. Dit is een ballet op muziek van Queen en Mozart samengesteld door Maurice Béjart. Tijdens de première vertolken de drie overige bandleden samen met Elton John The Show Must Go On. Dit zal de laatste keer zijn dat John Deacon meewerkt aan een Queen-optreden. Deze versie met Elton John is terug te vinden op het verzamelalbum Greatest Hits III.

## Hitnoteringen

### Nederlandse Top 40
| The Show Must Go On in de Nederlandse Top 40 - binnen: 9 november 1991 | The Show Must Go On in de Nederlandse Top 40 - binnen: 9 november 1991 | The Show Must Go On in de Nederlandse Top 40 - binnen: 9 november 1991 | The Show Must Go On in de Nederlandse Top 40 - binnen: 9 november 1991 | The Show Must Go On in de Nederlandse Top 40 - binnen: 9 november 1991 | The Show Must Go On in de Nederlandse Top 40 - binnen: 9 november 1991 | The Show Must Go On in de Nederlandse Top 40 - binnen: 9 november 1991 | The Show Must Go On in de Nederlandse Top 40 - binnen: 9 november 1991 | The Show Must Go On in de Nederlandse Top 40 - binnen: 9 november 1991 | The Show Must Go On in de Nederlandse Top 40 - binnen: 9 november 1991 | The Show Must Go On in de Nederlandse Top 40 - binnen: 9 november 1991 | The Show Must Go On in de Nederlandse Top 40 - binnen: 9 november 1991 | The Show Must Go On in de Nederlandse Top 40 - binnen: 9 november 1991 | The Show Must Go On in de Nederlandse Top 40 - binnen: 9 november 1991 |
| Week                                                                   | 1                                                                      | 2                                                                      | 3                                                                      | 4                                                                      | 5                                                                      | 6                                                                      | 7                                                                      | 8                                                                      | 9                                                                      | 10                                                                     | 11                                                                     | 12                                                                     |                                                                        |
| ---------------------------------------------------------------------- | ---------------------------------------------------------------------- | ---------------------------------------------------------------------- | ---------------------------------------------------------------------- | ---------------------------------------------------------------------- | ---------------------------------------------------------------------- | ---------------------------------------------------------------------- | ---------------------------------------------------------------------- | ---------------------------------------------------------------------- | ---------------------------------------------------------------------- | ---------------------------------------------------------------------- | ---------------------------------------------------------------------- | ---------------------------------------------------------------------- | ---------------------------------------------------------------------- |
| Nummer                                                                 | 29                                                                     | 18                                                                     | 15                                                                     | 19                                                                     | 19                                                                     | 12                                                                     | 7                                                                      | 7                                                                      | 8                                                                      | 11                                                                     | 18                                                                     | 29                                                                     | uit                                                                    |

### Single Top 100
| The Show Must Go On in de Nederlandse Single Top 100 - binnen: 26 oktober 1991 | The Show Must Go On in de Nederlandse Single Top 100 - binnen: 26 oktober 1991 | The Show Must Go On in de Nederlandse Single Top 100 - binnen: 26 oktober 1991 | The Show Must Go On in de Nederlandse Single Top 100 - binnen: 26 oktober 1991 | The Show Must Go On in de Nederlandse Single Top 100 - binnen: 26 oktober 1991 | The Show Must Go On in de Nederlandse Single Top 100 - binnen: 26 oktober 1991 | The Show Must Go On in de Nederlandse Single Top 100 - binnen: 26 oktober 1991 | The Show Must Go On in de Nederlandse Single Top 100 - binnen: 26 oktober 1991 | The Show Must Go On in de Nederlandse Single Top 100 - binnen: 26 oktober 1991 | The Show Must Go On in de Nederlandse Single Top 100 - binnen: 26 oktober 1991 | The Show Must Go On in de Nederlandse Single Top 100 - binnen: 26 oktober 1991 | The Show Must Go On in de Nederlandse Single Top 100 - binnen: 26 oktober 1991 | The Show Must Go On in de Nederlandse Single Top 100 - binnen: 26 oktober 1991 | The Show Must Go On in de Nederlandse Single Top 100 - binnen: 26 oktober 1991 | The Show Must Go On in de Nederlandse Single Top 100 - binnen: 26 oktober 1991 | The Show Must Go On in de Nederlandse Single Top 100 - binnen: 26 oktober 1991 | The Show Must Go On in de Nederlandse Single Top 100 - binnen: 26 oktober 1991 | The Show Must Go On in de Nederlandse Single Top 100 - binnen: 26 oktober 1991 | The Show Must Go On in de Nederlandse Single Top 100 - binnen: 26 oktober 1991 |
| Week                                                                           | 1                                                                              | 2                                                                              | 3                                                                              | 4                                                                              | 5                                                                              | 6                                                                              | 7                                                                              | 8                                                                              | 9                                                                              | 10                                                                             | 11                                                                             | 12                                                                             | 13                                                                             | 14                                                                             | 15                                                                             | 16                                                                             | 17                                                                             |                                                                                |
| ------------------------------------------------------------------------------ | ------------------------------------------------------------------------------ | ------------------------------------------------------------------------------ | ------------------------------------------------------------------------------ | ------------------------------------------------------------------------------ | ------------------------------------------------------------------------------ | ------------------------------------------------------------------------------ | ------------------------------------------------------------------------------ | ------------------------------------------------------------------------------ | ------------------------------------------------------------------------------ | ------------------------------------------------------------------------------ | ------------------------------------------------------------------------------ | ------------------------------------------------------------------------------ | ------------------------------------------------------------------------------ | ------------------------------------------------------------------------------ | ------------------------------------------------------------------------------ | ------------------------------------------------------------------------------ | ------------------------------------------------------------------------------ | ------------------------------------------------------------------------------ |
| Nummer                                                                         | 96                                                                             | 62                                                                             | 37                                                                             | 26                                                                             | 19                                                                             | 16                                                                             | 18                                                                             | 12                                                                             | 7                                                                              | 6                                                                              | 7                                                                              | 8                                                                              | 10                                                                             | 17                                                                             | 30                                                                             | 56                                                                             | 87                                                                             | uit                                                                            |

### NPO Radio 2 Top 2000
| Nummer met noteringen in de NPO Radio 2 Top 2000 | '05 | '06 | '07 | '08 | '09 | '10 | '11 | '12 | '13 | '14 | '15 | '16 | '17 | '18 | '19 | '20 | '21 | '22 | '23 | '24 |
| ------------------------------------------------ | --- | --- | --- | --- | --- | --- | --- | --- | --- | --- | --- | --- | --- | --- | --- | --- | --- | --- | --- | --- |
| The Show Must Go On                              | 175 | 186 | 298 | 368 | 239 | 238 | 183 | 189 | 165 | 158 | 177 | 171 | 197 | 108 | 107 | 89  | 105 | 112 | 133 | 74  |

1. ↑  Een vetgedrukt getal geeft de hoogste notering aan.
2. ↑  2005 was het eerste jaar met een notering voor dit nummer.

### Evergreen Top 1000
| Evergreen Top 1000 "The Show Must Go On - Queen" | Evergreen Top 1000 "The Show Must Go On - Queen" | Evergreen Top 1000 "The Show Must Go On - Queen" | Evergreen Top 1000 "The Show Must Go On - Queen" | Evergreen Top 1000 "The Show Must Go On - Queen" | Evergreen Top 1000 "The Show Must Go On - Queen" | Evergreen Top 1000 "The Show Must Go On - Queen" | Evergreen Top 1000 "The Show Must Go On - Queen" | Evergreen Top 1000 "The Show Must Go On - Queen" | Evergreen Top 1000 "The Show Must Go On - Queen" | Evergreen Top 1000 "The Show Must Go On - Queen" | Evergreen Top 1000 "The Show Must Go On - Queen" | Evergreen Top 1000 "The Show Must Go On - Queen" | Evergreen Top 1000 "The Show Must Go On - Queen" | Evergreen Top 1000 "The Show Must Go On - Queen" | Evergreen Top 1000 "The Show Must Go On - Queen" | Evergreen Top 1000 "The Show Must Go On - Queen" |
| Jaar                                             | 2008                                             | 2009                                             | 2010                                             | 2011                                             | 2012                                             | 2013                                             | 2014                                             | 2015                                             | 2016                                             | 2017                                             | 2018                                             | 2019                                             | 2020                                             | 2021                                             | 2022                                             | 2023                                             |
| ------------------------------------------------ | ------------------------------------------------ | ------------------------------------------------ | ------------------------------------------------ | ------------------------------------------------ | ------------------------------------------------ | ------------------------------------------------ | ------------------------------------------------ | ------------------------------------------------ | ------------------------------------------------ | ------------------------------------------------ | ------------------------------------------------ | ------------------------------------------------ | ------------------------------------------------ | ------------------------------------------------ | ------------------------------------------------ | ------------------------------------------------ |
| Positie                                          | -                                                | -                                                | -                                                | -                                                | -                                                | -                                                | -                                                | -                                                | -                                                | -                                                | -                                                | 624                                              | 569                                              | 406                                              | 433                                              | 371                                              |